# Anthela phaeozona
Anthela phaeozona is een vlinder uit de familie van de Anthelidae. De wetenschappelijke naam van de soort is voor het eerst geldig gepubliceerd in 1925 door Turner.